# Verdrag van Zaragoza

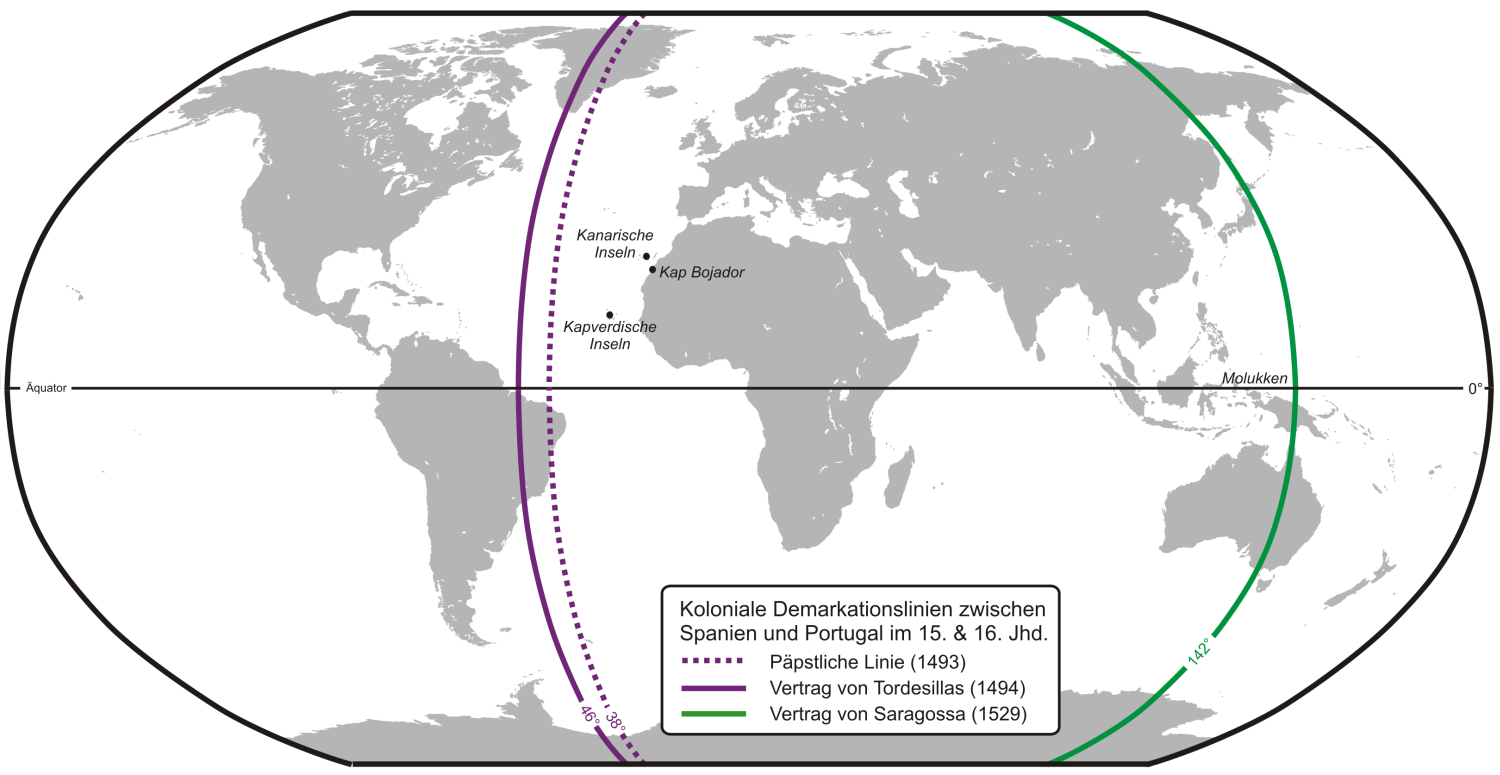
Lijn van het Verdrag van Tordesillas in het paars en die van het verdrag van Zaragoza in het groen.

Het Verdrag van Zaragoza was een verdrag dat de verdeling van de wereld tussen Spanje en Portugal regelde.
Hoewel men al wist dat de Aarde rond is, voorzag het Verdrag van Tordesillas van 1494 in een westelijke grens, maar niet duidelijk in een oostelijke. Deze werd actueel nadat Ferdinand Magellaan in 1521 in westelijke richting varend Azië had weten te bereiken, dus de Grote Oceaan had weten over te steken. Een van de standpunten was dat Spanje recht had op alles wat verder naar het westen varend bereikt werd, en Portugal, naast dat wat was overeengekomen in het westen, op alles wat naar het oosten varend bereikt werd. Een ander standpunt was dat de grens de over de polen doorgetrokken bestaande grens zou moeten zijn, de antimeridiaan.
De oostelijke grens werd overeengekomen door de ondertekening op 22 april 1529 van het Verdrag van Zaragoza, die een meridiaan aan de oostzijde van de Molukken als grens specificeerde. Hiermee kreeg Portugal ongeveer 191 lengtegraden van de Aarde (inclusief de vooral begeerde Molukse eilanden, de Specerijeneilanden, waar nootmuskaat en kruidnagels geoogst werden) en Spanje de overige 169. Ter compensatie kreeg Spanje een monetaire vergoeding.
Overigens werd het verdrag van Zaragoza later geschonden door de Spaanse kolonisatie van de Filipijnen.